# TSG Einheit Bernau
Die TSG Einheit Bernau ist ein deutscher Fußballverein aus der Stadt Bernau bei Berlin in Brandenburg. Die Heimstätte des Vereins ist der Sportplatz am Wasserturm. In der Saison 2024/25 tritt die TSG in der sechstklassigen Brandenburgliga an.

## Porträt

### 1946–1990
Die TSG  beruft sich in seiner historischen Darstellung auf den Arbeiter-Turn-Verein, der 1933 von den Nationalsozialisten verboten wurde. Nach dem Ende des Zweiten Weltkriegs waren alle deutsche Sportvereine aufgelöst worden. Sportwettkämpfe durften zunächst nur von lose organisierten Sportgemeinschaften/Sportgruppen (SG) auf lokaler Ebene ausgetragen werden. Eine solche Sportgemeinschaft wurde auch in Bernau gegründet. Mit einer Fußballmannschaft beteiligte sich die SG Bernau an der Landesklasse Brandenburg, die 1948/49 erstmals ausgetragen wurde. Diese war zu dieser Zeit eine der vier höchsten Spielklassen in der SBZ. In ihrer Staffel wurden die Bernauer unter zehn Mannschaften nur Letzter und mussten absteigen. In der Saison 1949/50 spielte Bernau in der Bezirksklasse Brandenburg, die nach Gründung der Fußball-Ostzonenliga (später DDR-Oberliga) nur noch drittklassig war. Am 5. September 1949 wurde die SG Bernau in die Zentrale Sportgemeinschaft der Volkseigenen Betriebe Bernau (kurz ZSG der VEB) umgewandelt.
Nachdem die ZSG die Saison 1949/50 mit Platz acht abgeschlossen hatte, wechselte sie in den Bereich des Ost-Berliner Fußballverbandes. Dieser hatte zuvor alle Ost-Berliner Fußballmannschaften aus den Gesamtberliner Ligen abgezogen und in ein eigenes Ligensystem eingegliedert. Um eine ausreichende Zahl von Mannschaften erreichen zu können, wurden Sportgemeinschaften aus den Berliner Randbezirken mit einbezogen. Die ZSG Bernau erhielt für die Saison 1950/51 einen Platz in der viertklassigen Bezirksklasse Ost-Berlin. Im Laufe der Saison wurde die ZSG in eine Betriebssportgemeinschaft (BSG) umgewandelt, deren Trägerbetrieb die kommunale Stadtverwaltung wurde. Sie wurde der zentralen Sportvereinigung Einheit unterstellt und musste den Einheitsnamen BSG Einheit annehmen. Die BSG unterhielt nun neben Fußball die Sportsektionen Federball (Badminton), Handball, Kegeln, Schach, Tennis, Tischtennis und Volkssport. Später kamen noch Gymnastik und Versehrtensport hinzu.
Die Fußballer der BSG Einheit verblieben bis 1954 in der Bezirksklasse Berlin, danach wechselten sie in den Bereich des Bezirksfachausschusses (BFA) Frankfurt/Oder. Dort gelang der BSG 1956 (Kalenderjahrsaison) der Aufstieg in die Bezirksliga Frankfurt, die nach Einführung der II. DDR-Liga vierte Spielklasse war. Als die Bezirksliga 1961/62 von zwei auf eine Staffel reduziert werden sollte, reichte 1960 Platz elf nicht mehr zum Klassenerhalt. Nach zwei Spielzeiten in der Bezirksklasse Frankfurt kehrte die BSG Einheit Bernau zur Saison 1963/64 wieder zum BFA Ost-Berlin zurück. Sie wurde in die Stadtklasse eingegliedert, die nach Einstellung der II. DDR-Liga vierte Spielklasse im DDR-Ligensystem war. 1966 stiegen die Bernauer in die Stadtklasse ab.
1967 schloss sich die BSG Einheit mit anderen Bernauer Sportgemeinschaften zur Turn- und Sportgemeinschaft (TSG) Einheit Bernau zusammen. Die Fußballer blieben bis 1975 unterklassig. Erst zur Saison 1975/76 erschienen sie wieder in der Bezirksklasse Frankfurt. 1981 erreichte die TSG den Aufstieg in die Bezirksliga, in der sie aber nur eine Saison lang spielte. Nach zwei weiteren Spielzeiten erfolgte 1984 der Abstieg aus der Bezirksklasse, aus der es bis zum Ende des DDR-Fußballspielbetriebes keine Rückkehr mehr gab.

### Seit 1990
Nach der politischen Wende von 1989/90 und der Wiedervereinigung Deutschlands war die TSG gezwungen, sich mit ihren Strukturen den veränderten rechtlichen und wirtschaftlichen Verhältnissen anzupassen. Das System der betrieblichen Bindung der Sportgemeinschaften wurde aufgelöst und der Sportbetrieb wurde in Ostdeutschland nach der Rechtsordnung des Bürgerlichen Gesetzbuchs neu geordnet. Das hatte zur Folge, dass sich die TSG Einheit in einen eingetragenen Verein umstrukturierte. Die TSG musste sich nun eigenverantwortlich finanzieren und löste bis auf die Abteilung Fußball alle bisherigen Sportsektionen auf. Nach Jahren mit unterklassigem Fußball begann 2012 mit dem Aufstieg der 1. Mannschaft in die Barnimliga (9. Spielklasse) die Wende zum Besseren. In rascher Folge gelang bis 2014 der Aufstieg in die siebtklassige Landesliga. Zur Saison 2015/16 trat die TSG Einheit mit zwei Männermannschaften an und unterhielt im Nachwuchsbereich sieben weitere Mannschaften.
Die Spielzeit 2015/16 beendete die TSG Einheit Bernau vor den Lokalrivalen vom FSV Bernau und Union Klosterfelde als Staffelsieger der Landesliga Nord und stieg somit erstmals in die Brandenburgliga auf.

## Statistik ab 1993
| Saison    | Liga                      | Klasse | Platz | Tore   | Punkte      |
| --------- | ------------------------- | ------ | ----- | ------ | ----------- |
| 1993/94   | Kreisliga Barnim          | VIII   | 05.   | 053:42 | 34:26       |
| 1994/95   | Kreisliga Barnim          | VIII   | 13.   | 037:67 | 24:36       |
| 1995/96   | Kreisliga Barnim ▼        | VIII   | 16.   | 024:82 | 10          |
| 1996/97   | 1. Kreisklasse Barnim     | IX     | 05.   | 051:47 | 49          |
| 1997/98   | 1. Kreisklasse Barnim     | IX     |       |        |             |
| 1998/99   | 1. Kreisklasse Barnim     | IX     | 15.   | 041:62 | 27          |
| 1999/2000 | 1. Kreisklasse Barnim     | IX     | 03.   | 061:29 | 63          |
| 2000/01   | 1. Kreisklasse Barnim     | IX     | 06.   | 065:52 | 51          |
| 2001/02   | 1. Kreisklasse Barnim     | IX     | 07.   | 062:50 | 53          |
| 2002/03   | 1. Kreisklasse Barnim     | IX     | 07.   | 054:59 | 43          |
| 2003/04   | 1. Kreisklasse Barnim     | IX     | 03.   | 083:50 | 50          |
| 2004/05   | 1. Kreisklasse Barnim     | IX     | 14.   | 053:60 | 30          |
| 2005/06   | 1. Kreisklasse Barnim     | IX     | 12.   | 054:79 | 36          |
| 2006/07   | 1. Kreisklasse Barnim     | IX     | 12.   | 048:78 | 32          |
| 2007/08   | 1. Kreisklasse Barnim     | IX     | 14.   | 048:95 | 23          |
| 2008/09   | 1. Kreisklasse Barnim     | X      | 04.   | 078:47 | 55          |
| 2009/10   | 1. Kreisklasse Barnim     | X      | 05.   | 083:47 | 48          |
| 2010/11   | 1. Kreisklasse Barnim     | X      | 06.   | 096:55 | 53          |
| 2011/12   | 0 1. Kreisklasse Barnim ▲ | X      | 01.   | 122:15 | 74          |
| 2012/13   | 0 Barnimliga ▲            | IX     | 01.   | 096:10 | 82          |
| 2013/14   | 0 Landesklasse Ost ▲      | VIII   | 01.   | 071:25 | 60          |
| 2014/15   | Landesliga Nord           | VII    | 05.   | 060:32 | 52          |
| 2015/16   | 0 Landesliga Nord ▲       | VII    | 01.   | 082:15 | 74          |
| 2016/17   | Brandenburg-Liga          | VI     | 04.   | 063:40 | 53          |
| 2017/18   | Brandenburg-Liga          | VI     | 03.   | 065:43 | 54          |
| 2018/19   | Brandenburg-Liga          | VI     | 04.   | 072:45 | 55          |
| 2019/20   | Brandenburg-Liga          | VI     | 09.   | 036:28 | 27 (⌀ 1,50) |
| 2020/21   | Brandenburg-Liga          | VI     | 03.   | 017:7  | 15 (⌀ 1,87) |
| 2021/22   | Brandenburg-Liga          | VI     | 03.   | 046:32 | 56          |
| 2022/23   | Brandenburg-Liga          | VI     | 11.   | 046:46 | 34          |
| 2023/24   | Brandenburg-Liga          | VI     | 08.   | 045:57 | 46          |
| 2024/25   | Brandenburg-Liga          | VI     | 13.   | 037:49 | 32          |